# هاري هيوز
هاري هيوز (بالإنجليزية: Harry Hughes)‏ (8 أكتوبر 1929 في المملكة المتحدة - 15 أكتوبر 2013 بوايمث في المملكة المتحدة) هو لاعب كرة قدم بريطاني في مركز الدفاع. لعب مع تشيلسي ونادي بورنموث ونادي ساوثبورت ونادي غيلينغهام ونادي غيلفورد سيتي.